# 長鬚雲南鰍
長鬚云南鳅（学名：Yunnanilus longibarbatus）为輻鰭魚綱鲤形目條鳅科云南鳅属的鰭中一種，分布於中國廣西壯族自治區都安瑤族自治縣紅水河流域，本魚體粗壯，呈紡錘型，眼大，口小，具觸鬚3段，體背及體側具蟲狀斑紋，雄魚自頭部後方經身體中央至尾柄處有一條黑色縱紋，體色淺黃色，體被鱗片，無側線，體長可達5.8公分，棲息在溪流底層水域，生活習性不明

## 扩展阅读
維基物種上的相關：長鬚云南鳅